# Peter Huckauf
Peter Huckauf  (* 12. Mai 1940 in Bad Liebenwerda) ist ein deutscher Schriftsteller.
Er ist gelernter Fernmeldemechaniker und hat seit 1975 als Bibliotheksangestellter in Berlin gearbeitet. 1977 gründete Huckauf den Verlag „Neue Freiheit“, in dem er hauptsächlich eigene Werke in zeitschriftenartigen Reihen unter den Titeln Bekassine (1978–1981), Ach sO/LALLschwAeLLe pumPHuts zwerchfAeLLe (1982–1989), Chimaere (seit 1987) und pumPHutION (1989–1990) produziert. Ab 2006 heißt sein Verlag „chimaere Edition“. Er hat mehrfach Arbeitsstipendien des Senats von Berlin erhalten sowie den Preis beim Hörspiel- und Erzählwettbewerb des Ostdeutschen Kulturrats 1980.

## Werke (Auswahl)
- Karge Tage. Darmstadt 1974
- Oase Ruine.  Berlin 1976
- Fertigteile. Berlin 1977
- Die Zeilung Schneuztanz. Berlin 1977
- Unterschlupf für Schmetterlinge. Berlin 1978
- Manische Feste. Berlin 1980
- Schnepfenstrich. Berlin 1980
- Panische Geste. Berlin 1981
- Lautraits. Berlin 1981
- Schraden. Berlin 1982
- AllphAbeete. Spontanistische Collagen. Berlin 1984
- Lisch Aue. Berlin 1985
- Allrapp. Berlin 1987
- Quecksilben. Anagrammierungen. Berlin 1989
- Floß und Wüstung / Alphabet des Augenblicks. Berlin 1992
- SCHWAeRZUNGEN, Gedichte 1972–1987. Berlin 1992
- Rosstäuscherschicksale. Berlin 1994
- Leidener Ellipsen. Berlin 1994
- peR tinaX. Berlin 1995
- Vers Tand. Berlin 1995
- LIUBUSUA. Berlin 1996
- Warschau – meine Böschungen. Berlin 1996
- Melkschemellegenden. Berlin 1996
- Posener Assoziationen. Berlin 1997
- Die Idylle des Schlichters. Berlin 1997
- Krakauer Februar. Berlin 1998
- Nempulak. Berlin 1999
- ohnungen. Berlin 2000
- Tykocyn. Berlin 2000
- Erd Mute. Berlin 2001
- Vor 40 Jahren verließ Witold Gombrowicz, Westberlin. Berlin 2004
- Entspricht eine Ohrfeige dem öffentlichen Geschmack? Berlin 2004
- Ist ein Eiferer der Reife frei? Nein sagt die irre Fee. Berlin 2004
- An einen polnischen Kartographen. Berlin 2005
- Vorwerk 47. Berlin 2005, Corvinus Presse
- Gedichte und Texte aus der Lausitz. Potsdamer Beiträge zur Sorabistik 11, Potsdam 2014, ISBN 978-3-86956-272-8[1]